# Ламас, Шэйн
Шэйн Даль Лама́с-Ри́чи (англ. Shayne Dahl Lamas-Richie; 6 ноября 1985, Малибу, Калифорния, США) — американская участница реалити-шоу.

## Биография
Шэйн Даль Ламас родилась 6 ноября 1985 года в Малибу (штат Калифорния, США) в семье актёров Лоренцо Ламаса (род.1958) и Мишель Кэти Смит, которые были женаты в 1983—1985 года. У Шэйн есть старший брат — актёр Эй Джей Ламас (род.1983), а также шестеро сводных братьев и сестёр.

## Личная жизнь
С 18 апреля 2010 года Шэйн замужем за блогером Ником Ричи, за которого вышла замуж в Лас-Вегасе через 8 часов после знакомства. У супругов есть двое детей — дочь Пресс Даль Ламас-Ричи (род.11.11.2011) и сын Лион Ламас-Ричи (род.03.07.2015). 10 февраля 2014 года стало известно, что в минувшие выходные Ламас, которая находилась на 20-й недели беременности со вторым ребёнком пары, потеряла сознание у себя дома в Ориндже (штат Калифорния) и была доставлена в больницу, где врачи сообщили, что у неё внутреннее кровотечение вокруг матки. После операции у неё случился выкидыш, а мертворождённого мальчика назвали Рекс Джаггер Ламас-Ричи; также ей сообщили, что она больше не сможет иметь детей. Её сын Лион был рождён суррогатной матерью, а именно её 29-летней мачехой Шоной Крейг.

## Избранная фильмография
| Год       |   | Русское название  | Оригинальное название | Роль  |
| --------- | - | ----------------- | --------------------- | ----- |
| 2003—2006 | с | Главный госпиталь | General Hospital      | Эмили |